# 大住ヶ丘団地
大住ヶ丘団地（おおすみがおかだんち）は、京都府京田辺市大住ヶ丘に京都府住宅供給公社によって開発されたニュータウンの名称。
昭和50年代に開発が始まり、近隣大規模開発としては松井ヶ丘に次いで開発された。

## 交通

### 道路
タウンのほぼ中央を山手幹線が走っている。なお、この区間を走る山手幹線は車道の路肩部分が、後に自転車道が改修されており、車道が狭くなっている。これにより、自転車通行の安全性向上や違法駐車を防ぐ効果も持っている。だが、バス停部分では自転車道が一部バスベイになっている。

### 鉄道
JR学研都市線 大住駅又は松井山手駅が最寄り駅である。

### バス
京阪バスにより、近鉄新田辺駅、JR学研都市線 松井山手駅、京阪樟葉駅、京都駅など、各方面へ運行されている。
大住ヶ丘地区には、大住ヶ丘北・大住ヶ丘の2バス停が開業当時よりあったが、1990年代前半頃に大住ヶ丘西を新設している。2006年の京阪宇治交通の京阪バスへの合併により、現在は京阪バスが両地区のバスを運行している。2009年より京都駅への直通急行バス「ダイレクトエクスプレス直Q京都号」も運行されている。ただし大住ヶ丘地区からの発着本数は極めて少ない。

## 公共施設等

### 学校等
- 京田辺市立大住幼稚園
- 京田辺市立大住小学校
- 京田辺市立桃園小学校
- 京田辺市立大住中学校

いずれも隣接地に置かれており、大住ヶ丘団地を校区に含んでいる。

### 公園
大住ヶ丘団地内には以下の公園がある。
- 大住ヶ丘公園
- 大住ヶ丘第1公園
- 大住ケ丘第4公園
- 大住ヶ丘第5公園

### その他
- 京田辺市立北部住民センター
- 京田辺市立大住児童館
- 京田辺市立老人福祉センター宝生苑

いずれも隣接地に置かれている。

## 商業施設
- スーパーナカガワ 大住ヶ丘店
- 京都生協 コープ京田辺

かつては隣接地に中心山荘と言うホテルがあったが、2002年に閉鎖されて現在は存在していない。

## 沿革
1978年頃 街開き